# Tteokguk
La tteokguk (떡국?, ttŏkkukMR) è una zuppa (guk) tipica della cucina coreana a base di gnocchi di riso (tteok) a fette.

## Preparazione
La preparazione della tteokguk inizia dal brodo, in passato di fagiano o pollo, poi di manzo. La carne viene tagliata spessa, condita e grigliata, dopodiché è ridotta in bocconi più piccoli per essere bollita in acqua e salsa di soia con le cipolle verdi. Dal brodo viene ripetutamente tolto il grasso per renderlo limpido. I garaetteok, tagliati diagonalmente, vengono aggiunti al bollore e affiorano in superficie a cottura ultimata. Il piatto è guarnito con striscioline di frittata di soli albumi o di soli tuorli, alghe e pinoli.

## Varianti
Nella zona di Kaesŏng si cucina la joraeng-i tteokguk (조랭이떡국?), per la quale i garaetteok vengono tagliati con un coltello di bambù e fatti rotolare sulla sua superficie, dandogli una forma a bozzolo o a zucca.
Tipica delle province del Chuncheong nella Sudcorea centrale è la ssaeng tteokguk (생떡국?) o nal tteokguk (날떡국?), preparata con tteok di riso sia glutinoso che non, sagomati a forma di sfera, oppure in cilindri che vengono poi affettati e cotti direttamente nel brodo bollente, anziché a vapore. La gon tteokguk (곤떡국?) dell'isola di Jeju utilizza i jolpyeon, un tipo di tteok con un disegno impresso sulla superficie.
La tteok mandutguk (떡만둣국?) prevede l'aggiunta di mandu, mentre la dubu tteok mandutguk (두부떡만둣국?) di Gangneung contiene anche mandu e tofu. Unica della regione meridionale del Jeolla è la dalkjang tteokguk (닭장 떡국?), con carne di pollo sobbollita nella salsa di soia, e a Tongyeong si usano le ostriche al posto del manzo.

## Consumo
Preparata per tutto l'anno come piatto unico, viene tradizionalmente servita durante i festeggiamenti del capodanno coreano: l'origine di quest'usanza è sconosciuta, ma lo storico Choe Nam-seon ha ipotizzato che risalga a tempi molto antichi, in cui i tteok venivano considerati simboli di purezza da consumare con l'arrivo dell'anno nuovo per augurare buona fortuna. Secondo una credenza popolare, mangiare tteokguk faceva invecchiare di un anno, e per chiedere l'età si poneva la domanda "Quante ciotole di tteokguk hai mangiato?".
La tteokguk figura anche tra i cibi offerti agli antenati e agli ospiti in visita alla casa durante i riti commemorativi del Capodanno lunare.

## Storia
La prima menzione di una zuppa di tteok chiamata byeonggaeng (병갱?) è presente nel Yeongjeop dogam-uigwe, un ricettario del medio periodo Joseon, ma non è certo che si tratti della stessa giunta fino all'epoca moderna: sembra piuttosto un termine ombrello per descrivere sia la tteokguk che la sujebi (un'altra zuppa di gnocchi strappati a mano) e gli spaghetti coreani in brodo. Più tardi, il Dongguksesigi, un libro di costumi coreani del XIX secolo, descrive una byeongtang (병탕?) cucinata tagliando i tteok in fette sottili come monete e mescolandoli a salsa di soia, manzo, fagiano e peperoncino in polvere.